# 五苓散
五苓散,一方出自《伤寒论》，是祛湿剂中利水渗湿的方剂。有利水渗湿、温阳化气、外散表邪的功效。可用来主治：伤寒太阳蓄水證以及水湿内停之水肿。见有症状：小便不利，头痛微热，烦渴欲饮，甚则水入即吐，舌苔白，脉浮，此为蓄水症的表现；脐下动悸，吐涎沫而头眩，或短气而咳者是水肿、痰饮的表现。
本方剂的组成是由五味药物组成，分别是：泽泻、猪苓、茯苓、白术、桂枝。

## 方義
根据中医方剂学认为，此症出现的病因源于太阳外有表邪，内传太阳之腑。方中泽泻甘淡化湿，直达肾与膀胱，利水渗湿；猪苓与茯苓同样具有利水渗湿的功效；而白术健脾而运化水湿，转输精津，使水精四布；桂枝可以温通阳气，内助膀胱温阳化气，布津行水，又外散太阳经未尽之表邪，一药兩用。

## 现代应用
常用于肾炎、肝硬化所引起的水肿，以及急性肠炎、尿潴留、脑积水等，属水湿内盛者。

## 附方
- 茵陈五苓散（《金匮要略》）组成是在五苓散的基础上加上茵陈蒿末。可用来利湿退黄。
- 四苓散（《明医指掌》），是五苓散的基础上减去桂枝，故只有渗湿利水的作用，而无温阳化气之功。
- 胃苓汤（《丹溪心法》），是由五苓散、平胃散组成，在祛湿的过程有和中之用，故有祛湿和胃，行气利水之效。